# Serafin (Głuszakow)
Serafin, imię świeckie Fiodor Michajłowicz Głuszakow (ur. 19 marca 1969 w Karagandzie, zm. 9 czerwca 2020 w Samarze) – rosyjski biskup prawosławny.

## Życiorys
Urodził się w rodzinie deportowanej do Kazachstanu w czasie wielkiego terroru. W 1986 podjął naukę w moskiewskim seminarium duchownym, zaś po jego ukończeniu wstąpił jako posłusznik do Monasteru Pskowsko-Pieczerskiego. 16 lutego 1992 arcybiskup ulianowski i melekeski Prokl wyświęcił go na diakona. 5 lipca tego samego roku został wyświęcony na kapłana przez arcybiskupa samarskiego i syzrańskiego Euzebiusza, po czym skierowano go do pracy duszpasterskiej w soborze Zmartwychwstania Pańskiego w Samarze. W 1992 ukończył także studia na Uniwersytecie Pedagogicznym w Kujbyszewie. 23 czerwca 1998 złożył wieczyste śluby mnisze przed arcybiskupem samarskim i syzrańskim Sergiuszem. W 2000 otrzymał godność igumena.
W 2002 ukończył studia teologiczne na Moskiewskiej Akademii Duchownej, otrzymując dyplom kandydata nauk. Rok później, po powstaniu w Samarze monasteru Zmartwychwstania Pańskiego, ihumen Serafin został jego pierwszym przełożonym. W 2004 ukończył z wyróżnieniem studia prawnicze na Powołżańskiej Akademii Służby Państwowej im. Stołypina. W 2010 otrzymał godność archimandryty.
22 marca 2011 Święty Synod Rosyjskiego Kościoła Prawosławnego wyznaczył go do przyjęcia chirotonii biskupiej i przyjęcia tytułu biskupa woskriesieńskiego, wikariusza eparchii moskiewskiej. Chirotonia odbyła się 22 maja tego samego roku w soborze Przemienienia Pańskiego w monasterze św. Mikołaja na Ugrieszy. W ceremonii jako konsekratorzy wzięli udział patriarcha moskiewski i całej Rusi Cyryl, metropolici kruticki i kołomieński Juwenaliusz, sarański i mordowski Warsonofiusz, arcybiskupi symbirski i melekeski Prokl, samarski i syzrański Sergiusz, istriński Arseniusz, riazański i kasimowski Paweł, wieriejski Eugeniusz, siergijew-posadski Teognost, biskupi penzeński i kuźniecki Beniamin, sołnecznogorski Sergiusz, elisteński i kałmucki Zenobi oraz zwienigorodzki Mikołaj. Tydzień później został mianowany ordynariuszem eparchii anadyrskiej i czukockiej.
W 2015 Święty Synod Rosyjskiego Kościoła Prawosławnego przeniósł go w stan spoczynku, a na stałe miejsce przebywania wyznaczył Samarę.
Zmarł w 2020 i został pochowany w monasterze Zmartwychwstania Pańskiego w Samarze.